# Чистец талышский
Чистец талышский (лат. Stáchys talyschensis) — вид многолетних травянистых растений рода Чистец (Stachys) семейства Яснотковые (Lamiaceae).

## Распространение и экология
Распространён на Кавказе. Эндемик. Описан из Талышских гор.
Растёт на галечниках.

## Ботаническое описание
Стебли, несколько приподнимающиеся, почти от основания ветвистые, слегка искривлённые, высотой 20—25 см.
Стеблевые листья эллиптические или слегка яйцевидные, длиной 4—4,5 см, шириной около 1,5 см, крупнозубчато-пильчатые, нижние на длинных тонких черешках, средние — на более коротких, верхние почти сидячие. Верхушечные листья яйцевидные или удлиннёно-яйцевидные, сидячие, цельнокрайные, на верхушке острые.
Мутовки 4—6-цветковые; прицветники щетиновидные или шиловидные, длиной 1—2 мм; чашечка колокольчатая, с узко-треугольными зубцами; венчик бледно-жёлтый, крупный.
Орешки тёмно-бурые, округло-обратнояйцевидные, мелкоточечные.

## Классификация

### Таксономия
Вид Чистец талышский входит в род Чистец (Stachys) подсемейства Яснотковые (Lamioideae) семейства Яснотковые (Lamiaceae) порядка Ясноткоцветные (Lamiales).
|  |                                      |  |                                                             |                                                             |                      |  | ещё около 20 семейств (согласно Системе APG II) | ещё около 20 семейств (согласно Системе APG II) |                         |  |  |  | ещё около 35 родов  | ещё около 35 родов   |  |  |
|  |                                      |  |                                                             |                                                             |                      |  | ещё около 20 семейств (согласно Системе APG II) | ещё около 20 семейств (согласно Системе APG II) |                         |  |  |  | ещё около 35 родов  | ещё около 35 родов   |  |  |
|  |                                      |  |                                                             | порядок Ясноткоцветные                                      |                      |  |                                                 |                                                 | подсемейство Яснотковые |  |  |  |                     | вид Чистец талышский |  |  |
|  |                                      |  |                                                             | порядок Ясноткоцветные                                      |                      |  |                                                 |                                                 | подсемейство Яснотковые |  |  |  |                     | вид Чистец талышский |  |  |
|  | отдел Цветковые, или Покрытосеменные |  |                                                             |                                                             | семейство Яснотковые |  |                                                 |                                                 | род Чистец              |  |  |  |                     |                      |  |  |
|  | отдел Цветковые, или Покрытосеменные |  |                                                             |                                                             |                      |  |                                                 |                                                 |                         |  |  |  |                     |                      |  |  |
|  |                                      |  | ещё 44 порядка цветковых растений (согласно Системе APG II) | ещё 44 порядка цветковых растений (согласно Системе APG II) |                      |  |                                                 | ещё 7 подсемейств                               | ещё 7 подсемейств       |  |  |  | ещё более 300 видов |                      |  |  |
|  |                                      |  |                                                             | ещё 44 порядка цветковых растений (согласно Системе APG II) |                      |  |                                                 |                                                 | ещё 7 подсемейств       |  |  |  |                     |                      |  |  |